# Glenancross
Glenancross is een dorp in de buurt van Malaig in het westen van de Schotse lieutenancy Inverness in het raadsgebied Highland.